# Casana trochiloides
Casana trochiloides är en fjärilsart som beskrevs av Walker 1865. Casana trochiloides ingår i släktet Casana och familjen säckspinnare. Inga underarter finns listade i Catalogue of Life.